# Кордова (тауншип, Миннесота)
Кордова (англ. Cordova) — тауншип в округе Ле-Сур, Миннесота, США. На 2000 год его население составило 517 человек.

## География
По данным Бюро переписи населения США площадь тауншипа составляет 93,8 км², из которых 90,0 км² занимает суша, а 3,8 км² — вода (4,03 %).

## Демография
По данным переписи населения 2000 года здесь находились 517 человек, 179 домохозяйств и 148 семей.  Плотность населения —  5,7 чел./км².  На территории тауншипа расположено 228 построек со средней плотностью 2,5 построек на один квадратный километр. Расовый состав населения: 97,49 % белых, 0,19 % коренных американцев, 1,35 % азиатов, 0,97 % — других рас США. Испанцы или латиноамериканцы любой расы составляли 1,35 % от популяции тауншипа.
Из 179 домохозяйств в 36,3 % воспитывались дети до 18 лет, в 73,2 % проживали супружеские пары, в 2,8 % проживали незамужние женщины и в 16,8 % домохозяйств проживали несемейные люди. 12,8 % домохозяйств состояли из одного человека, при том 6,1 % из — одиноких пожилых людей старше 65 лет. Средний размер домохозяйства — 2,89, а семьи — 3,16 человека.
27,3 % населения — младше 18 лет, 7,5 % — в возрасте от 18 до 24 лет, 27,7 % — от 25 до 44, 25,1 % — от 45 до 64, и 12,4 % — старше 65 лет. Средний возраст — 38 лет. На каждые 100 женщин приходилось 113,6 мужчин.  На каждые 100 женщин старше 18 приходилось 118,6 мужчин.
Средний годовой доход домохозяйства составлял 37 361 доллар, а средний годовой доход семьи —  46 094 доллара. Средний доход мужчин —  28 750  долларов, в то время как у женщин — 21 000. Доход на душу населения составил 15 964 доллара. За чертой бедности находились 6,0 % семей и 5,5 % всего населения тауншипа, из которых 4,5 % младше 18 и 7,2 % старше 65 лет.